# Surajhin
Surajhin (arab. سريحين) – miejscowość w Syrii, w muhafazie Hama. W 2004 roku liczyła 7466 mieszkańców.